# Matt Madden
Matt Madden est un auteur de bande dessinée américain né en 1968 à New York.

## Biographie
Madden commença sa carrière en auto-éditant ses premiers mini-récits à Ann Arbor, Michigan au début des années 1990. Il est co-rédacteur en chef de l'anthologie 5 O'Clock Shadow avec Matt Feazell et Sean Bieri. Après la publication de courts récits dans des revues importantes[Lesquelles ?], son premier roman graphique, Black Candy, paraît aux éditions Black Eye Books en 1998.
Au milieu des années 1990, il entreprit une activité de critique pour The Comics Journal et d'autres revues.
Auteur de bande dessinée indépendante, il est aussi coloriste de comics. Son livre le plus connu à ce jour est 99 Exercices de style, l'adaptation dessinée des Exercices de style de Raymond Queneau. Il a été invité d'honneur de l'Oulipo en 2009. Il enseigne également à la School of Visual Arts et à l'université Yale.
Il a souvent traité de sujets basés à Mexico (où il vécut à la fin des années 1990), ou ayant pour racine la culture mexicaine.
Madden réside actuellement à New York avec sa femme Jessica Abel.

## Publications
- Black Candy, 1998
- Odds Off, Highwater Books, 2000
- A Fine Mess, Alternative Comics, 2002
- A Fine Mess 2, Alternative Comics, 2004
- 99 Ways to Tell a Story: Exercises in Style, Chamberlain Bros., 2005
  - Traduction française : 99 exercices de style, L'Association, 2006
- Drawing Words and Writing Pictures: Making Comics from Manga to Graphic Novels, avec Jessica Abel, First Second, 2008